# 伊利謝什蒂鄉

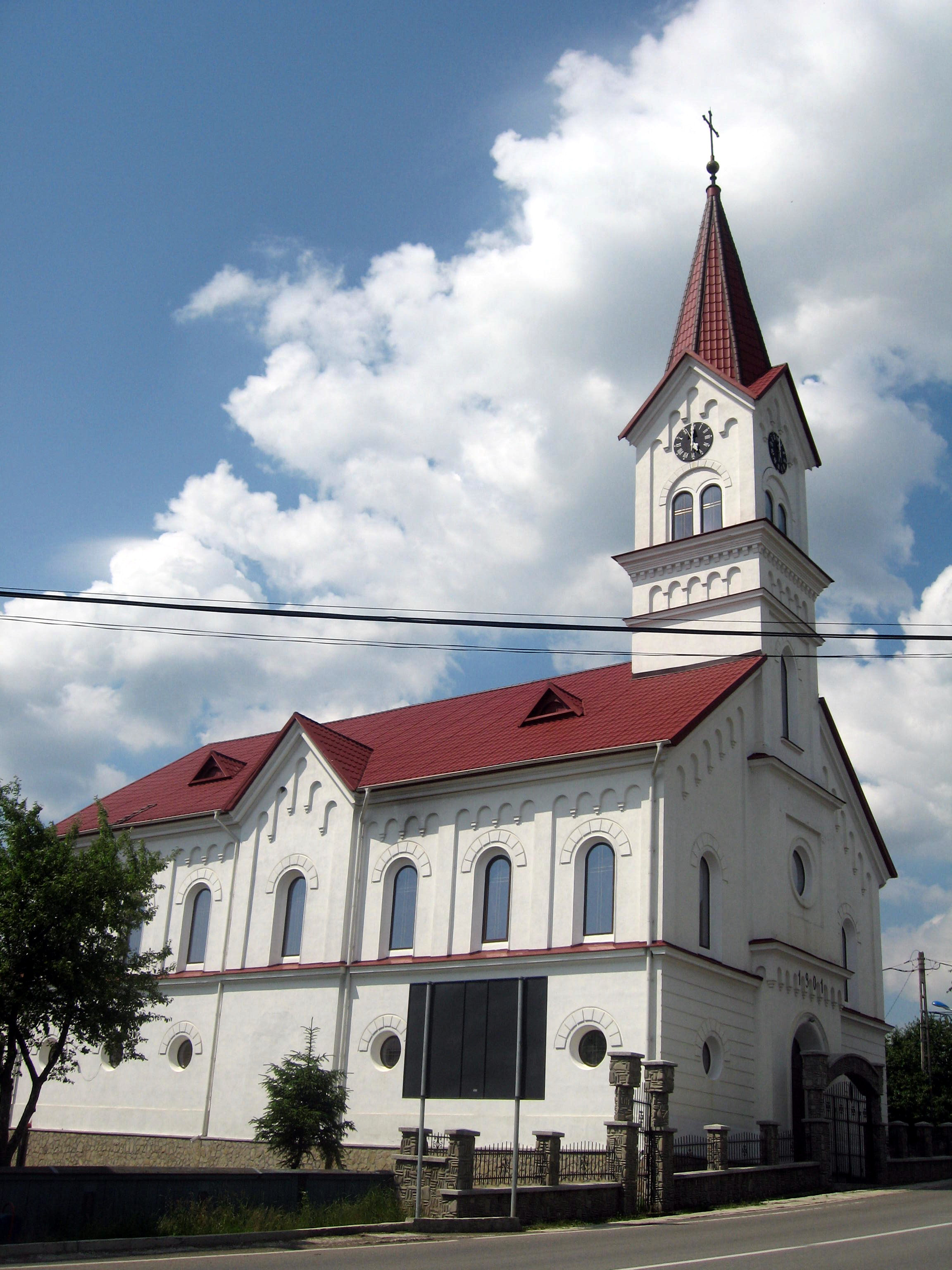

47°36′N 26°03′E / 47.600°N 26.050°E
伊利謝什蒂鄉（羅馬尼亞語：Comuna Ilișești, Suceava），是羅馬尼亞的鄉份，位於該國東北部，由蘇恰瓦縣負責管轄，面積33平方公里，海拔高度400米，2007年人口2,701，人口密度每平方公里82人。